# Estrada nacional 44 (Suécia)
| 44 |

A Estrada nacional 44 (em sueco: Riksväg 44) é uma estrada nacional sueca com uma extensão de 115 km, que atravessa as províncias históricas da Bohuslän e da Västergötland.
Liga Uddevalla a Götene, passando por Vänersborg, Trollhättan e Lidköping.
Tem igualmente ligação com a E6, perto de Uddevalla, com a E45, perto de Trollhättan e Vänersborg, e com a E20, em Götene.